# Levius -機關拳闘-
《Levius -機關拳闘-》是日本的漫畫作品，作者為日本漫畫家中田春彌。此作品最初從2013年2月起在日本漫畫雜誌《月刊IKKI》（小學館發行）連載，該雜誌於2014年11月號休刊後Levius也連載中斷。2015年5月起，更名為《Levius/est》轉至漫畫雜誌《Ultra Jump》（集英社發行）繼續連載。香港中文版由漫讀文化取得《Levius 新裝版》上下冊代理權，並於2021年7月出版，定名為《Levius-機關拳闘-》，首刷附送明信片。續篇《Levius/est-機關拳闘/est-》繼續由漫讀文化出版至第2期。
此作品是蒸氣龐克（Steampunk）風格的格鬥漫畫，描述一個由人體與機械結合，以「機關拳鬥」的形式，用機械化身體展開格鬥的世界，人類的尊嚴與機器文明，在激烈的擦撞中迸出火花。此漫畫中的對白文字皆以橫式排版，採西翻（左翻）規格，且以法式漫畫（Bande dessinée，バンド・デシネ）風格繪製。

## 故事
新生曆的19世紀——在戰後的帝國首都，人體與機械融合的格鬥競技「機關拳鬥」蔚為風行。故事的主人翁列比烏斯．格林威爾（Levius Cromwell）在戰爭中失去了父親，而母親則在戰爭時重傷失去意識，列比烏斯自己則是失去了右手臂。孤獨的少年在戰後決定成為鬥技場上的機關拳闘士，並由其伯父札克斯（Zacks Cromwell）擔任教練，以醫療用的機械手臂在場上格鬥，擊敗對手。擁有極高格鬥天賦的他，逐漸在機關拳闘中顯露頭角，以最高級 Grade-I 為目標，不斷晉級。
由於 Grade-I 的一名拳闘士意外死亡，需要有人遞補這名拳闘士的位置，位於 Grade-II 排名第七的列比烏斯，即將與Grade-II排名第一的雨果（Hugo Stratus）展開激鬥，爭奪進入 Grade-I 的機會。

## 登場人物

### 主要人物[1]
列比烏斯．格林威爾（Levius Cromwell）
機關拳闘的年輕闘士。因戰時失去右臂，所以裝上醫療用的機械手臂，參加機關拳鬥後，卻依然使用保有痛覺的機械手臂戰鬥。
和曉高於其出賽前起爭執，對於曉高出言威脅要是他不棄權將對其母親不利，憤怒的反擊並將曉高壓制，透過札克的安撫方冷靜下來。在雨果和A.J.的比賽中用動態視力發覺A.J.裝配有紫水晶製造的零件。且在A.J.欲對雨果使出最後一擊時擋下她的攻擊使曉高得以保住一命，但隨後和A.J.起了衝突因痛覺而昏厥，在昏厥前聽到A.J.對他說了「救救我」。
恢復意識後欲找A.J.了解情況，並得知雨果雖然幸運撿回一命，但肉體卻撐不住蒸汽壓縮而崩壞只能將肉體存放於保育罐中，在談話中對其表示他發現A.J.「沒有心臟」。後因雨果父親的接洽前往紫水晶基地尋找A.J.，並在雨果父親遭紫水晶管家襲擊時制止管家並跟A.J.再一次的起衝突，同樣在A.J.欲施放蒸汽壓縮前聽到其對自己求助的聲音和「快逃！」，下定決心要將A.J.從紫水晶之手「解放」並和Dr.古蘭打賭要是輸了就得把自己交給紫水晶，在Dr.古蘭表示要將其母親改造為兵器時怒不可遏出拳擊毀Dr.古蘭的替身機偶。
在和A.J.一戰中初期處於下風，身體亦受到嚴重的傷害，而後第一回合接近尾聲時擊中A.J.的左臀，在碎片飛散時從其肩下的斷面直接釋放蒸汽壓縮，誘發對方體內爆破而雙雙倒地。在經過搶救後繼續參戰第二回合，也在札克告知其A.J.分割後各個心臟的位置的幫助下將對方8個心臟一一擊破，在破壞對手機能後體力不支倒下。這時雨果前來用戲謔的口吻激勵他站起來，在對雨果表示要在Grade-I的舞台上狠狠揍他一頓後爬起來贏得勝利並晉級成為Grade-I／No.13。
升至Grade-I和No.1，在與其的談話中得知自己父親的真相也得以見到其遺骸，在與No.1短暫交手後不敵，在交手引發的洞窟崩裂中被自己父親的遺骸救了一命，被No.1表示列比烏斯父親到現在還在保護他，且向其邀戰（之後得知是因為奧利華因為蒸汽病而日暮西山，並且想使列比烏斯成為新的「神（est）」）。
和No.1一戰採「回合制，戰到一方死亡或失去戰鬥戰鬥能力為止，並每回合補充星水」的規則。過程中因為思緒混亂而在響鈴後繼續攻擊被判犯規受到「一回合不能補充星水」的懲罰，下回合因為響鈴而僥倖撐過。戰鬥過程中一度處於下風，機械手臂也被破壞，在技師們使用A.J.的維生零件修補後不致落敗，但也造成其因為擔心A.J而心神不寧。最後擊敗No.1成為機關鬪拳的新任王者，但有部分觀眾認為列比烏斯資歷過淺無法接受，接招在No.2現身並表明其身分實為紫水晶高層且開始煽風點火後引發全場的暴動，混亂中追著紫水晶方來到格鬥場下方的星水礦脈，也發現星球的「心臟」，為了阻止No.2啟動「心臟」引起災害而與之戰鬥，因為原本手臂早已因為上一場格鬥賽破爛至不堪使用，於是換上曉高用過的機關手臂。一度被蒸汽所造成的幻象所惑但之後靠自己的意志脫離幻想，擊敗No.2並阻止「心臟」的啟動，不過因為Dr.𤧑汀自願被「心臟」所吸收而造成「心臟」啟動，為了阻止浩劫利菲斯獨自走向「心臟」，肉體消散而精神與「神（est)」同化，但被大家判定為失蹤，大會也為他留了一個空座位作為紀念。五年後因A.J.的記憶和思念在列比烏斯醫療用機械手臂上殘留的精神引發共鳴而見到其幻影。
因為使用醫療用義肢，在打擊對手的同時亦會感到痛楚，故戰鬥時常以迂迴防守和躲避同時觀察對手弱點再一次性反擊秒殺對手的風格，被觀眾誤認並稱之「失控」。

札克．格林威爾（Zacks Cromwell）
列比烏斯的伯父兼教練，左眼受蒸氣症影響而有後遺症。年輕時曾是一名拳擊手。平日簡稱札克。眼睛因為蒸汽病的影響以至於能看見熱輻射（類似紅外線熱成像）但長時間使用將導致失明，在列比烏斯和A.J.一戰中運用此能力幫助他破壞對手八個被分割的心臟位置取得勝利，但自己也受到強烈副作用。
比爾．溫伯（Bill Weinberg）
在札克的道館擔任機械工程師，同時也是列比烏斯的技師，負責維修利菲斯的機械手臂。
本身是擁有高超技術的A級技師。
娜塔莉亞．格林威爾（Natalia Cromwell）
Grade-III的機關拳鬥士，在札克的道館內訓練。喜歡列比烏斯並自稱是利菲斯的妻子，曾私自遞交她與列比烏斯的結婚申請。
A.J. 蘭頓（A.J. Langdon）
前紫水晶的戰鬥員。在綠橋事件時，以最年輕的士兵參戰。
因為父親被擄糟虐待後不堪痛苦而同意將自己的兒女交給紫水晶改造成人形兵器，平常作為紫水晶的傀儡受其控制無法照自我意識行動。在本應該是列比烏斯v.s雨果的晉級賽中被安排取代列比烏斯現行和雨果對戰，壓制雨果且長時間戰鬥也不顯得疲憊，最後因為曉高使用極大功率的蒸氣壓縮傷及自身而使A.J.贏得比賽，在欲對雨果使出最後一擊時被列比烏斯擋下並發生小規模衝突，自身靈魂也在此時對列比烏斯發出求救訊號。
在列比烏斯會見紫水晶時又與其發生衝突，本欲用蒸氣壓縮破壞牆壁並用靈魂請他快逃，但被Dr.珮汀識破並阻止。
在與列比烏斯一戰中被札克發現她的心臟被紫水晶改造成八塊並分別安置於身體各處，接著被列比烏斯將所以心臟全數破壞後戰敗。
戰敗後被列比烏斯成功「解放」，並被醫療研究團隊回收，經過搶救後得以恢復生命，但失去所有記憶。
在列比烏斯與No.1一戰機械手臂因戰鬥而殘破不堪時自願使用其用以維生之機器的零件給列比烏斯使用。

### 戰爭承辦公司．紫水晶
Dr. 古蘭 積克．珮汀（Dr. Clown Jack Pudding）
紫水晶組織（Amethyst S.T.E.C., Steam Technology Enterprise Corporation）的核心人物，右手臂改造為格林機槍，平時出現時幾乎都以機械人偶做為替身。
鮑璀斯．J．蘭頓（Balthus J. Langdon）
A.J. 的弟弟。姐姐脫離紫水晶陣營後，代替姐姐，被 Dr. 古蘭派出，參加南方大滿貫的格鬥賽程。

### 拳闘士
雨果・史德達斯（Hugo Stratus）
漫畫版中是Grade II／No.1的機關拳闘士，父親是帝汶拳館的負責人。在與A.J.的擂台晉級戰中戰敗，身體分散放置在保育瓶中。動畫版中改為戰門後身受重傷。
在和列比烏斯的談話中向其透露A.J.「沒有心臟」。在列比烏斯 v.s A.J.兩人雙雙倒地時以戲謔的口吻激勵列比烏斯站起來，不久後死亡消散。
基斯杜化・Dead・愛芬斯敦（Christopher Elphinstone）
Grade I ／No.6的機關拳闘士。在漫畫版中以一人之力打敗二千名士兵。
被列比烏斯形容「身上有血腥的味道」。
奧利華．E．京士利（Oliver. E. Kingsley）
Grade-I / No.1的機關拳闘士，人稱「不敗王者」。與列比烏斯的父親丹尼在歐洲戰爭中認識，目睹好友臨終的一刻。其後提出與列比烏斯打擂台賽，在那之前約列比烏斯到丹尼的葬身之所會面。
在對話中顯示他就是在戰爭時救下列比烏斯的機關拳闘士。

### 其他
丹尼．格林威爾（Daniel Cromwell）
列比烏斯的父親。是叛國者。
露絲．格林威爾（Rose Cromwell）
列比烏斯的母親。在戰亂中為救列比烏斯而成為植物人。

## 動畫
2019年11月28日起，由網飛（Netflix）公司全球獨家發行。動畫版的角色、故事設定與劇情發展，都和漫畫版略有不同。